# Rouillé
Rouillé és un municipi francès situat al departament de la Viena i a la regió de la Nova Aquitània. L'any 2007 tenia 2.436 habitants.

## Demografia

### Població
El 2007 la població de fet de Rouillé era de 2.436 persones. Hi havia 970 famílies de les quals 289 eren unipersonals (114 homes vivint sols i 175 dones vivint soles), 377 parelles sense fills, 266 parelles amb fills i 38 famílies monoparentals amb fills.
La població ha evolucionat segons el següent gràfic:
Habitants censats

### Habitatges
El 2007 hi havia 1.144 habitatges, 1.006 eren l'habitatge principal de la família, 56 eren segones residències i 82 estaven desocupats. 1.047 eren cases i 96 eren apartaments. Dels 1.006 habitatges principals, 685 estaven ocupats pels seus propietaris, 270 estaven llogats i ocupats pels llogaters i 51 estaven cedits a títol gratuït; 11 tenien una cambra, 74 en tenien dues, 145 en tenien tres, 273 en tenien quatre i 503 en tenien cinc o més. 821 habitatges disposaven pel capbaix d'una plaça de pàrquing. A 499 habitatges hi havia un automòbil i a 393 n'hi havia dos o més.

### Piràmide de població
La piràmide de població per edats i sexe el 2009 era:
| Homes | Edats   | Dones |
| ----- | ------- | ----- |
| 0     | 95 o +  | 0     |
| 0     | 90 a 94 | 20    |
| 24    | 85 a 89 | 36    |
| 12    | 80 a 84 | 24    |
| 52    | 75 a 79 | 60    |
| 72    | 70 a 74 | 88    |
| 60    | 65 a 69 | 56    |
| 72    | 60 a 64 | 68    |
| 52    | 55 a 59 | 48    |
| 88    | 50 a 54 | 60    |
| 44    | 45 a 49 | 44    |
| 68    | 40 a 44 | 60    |
| 100   | 35 a 39 | 80    |
| 64    | 30 a 34 | 80    |
| 56    | 25 a 29 | 76    |
| 88    | 20 a 24 | 32    |
| 56    | 15 a 19 | 40    |
| 36    | 10 a 14 | 88    |
| 68    | 5 a 9   | 52    |
| 48    | 0 a 4   | 52    |

## Economia
El 2007 la població en edat de treballar era de 1.521 persones, 1.027 eren actives i 494 eren inactives. De les 1.027 persones actives 957 estaven ocupades (557 homes i 400 dones) i 71 estaven aturades (31 homes i 40 dones). De les 494 persones inactives 120 estaven jubilades, 238 estaven estudiant i 136 estaven classificades com a «altres inactius».

### Ingressos
El 2009 a Rouillé hi havia 1.029 unitats fiscals que integraven 2.387,5 persones, la mediana anual d'ingressos fiscals per persona era de 16.006 €.

### Activitats econòmiques
Dels 68 establiments que hi havia el 2007, 2 eren d'empreses alimentàries, 4 d'empreses de fabricació d'altres productes industrials, 13 d'empreses de construcció, 16 d'empreses de comerç i reparació d'automòbils, 4 d'empreses de transport, 2 d'empreses d'hostatgeria i restauració, 1 d'una empresa d'informació i comunicació, 3 d'empreses financeres, 4 d'empreses immobiliàries, 4 d'empreses de serveis, 9 d'entitats de l'administració pública i 6 d'empreses classificades com a «altres activitats de serveis».
Dels 22 establiments de servei als particulars que hi havia el 2009, 1 era una oficina de correu, 1 una oficina bancària, 2 tallers de reparació d'automòbils i de material agrícola, 3 paletes, 3 guixaires pintors, 3 fusteries, 3 lampisteries, 1 electricista, 3 perruqueries, 1 restaurant i 1 saló de bellesa.
Dels 7 establiments comercials que hi havia el 2009, 1 era una botiga de menys de 120 m², 2 fleques, 1 una botiga de roba, 1 una sabateria, 1 una botiga de mobles i 1 una floristeria.
L'any 2000 a Rouillé hi havia 79 explotacions agrícoles que ocupaven un total de 4.664 hectàrees.

## Equipaments sanitaris i escolars
L'únic equipament sanitari que hi havia el 2009 era una farmàcia.
El 2009 hi havia 1 escola maternal i 1 escola elemental.

## Poblacions més properes
El següent diagrama mostra les poblacions més properes.